# Моріс Сунгуті
Моріс Сунгуті Нгока (англ. Maurice Sunguti Ngoka, нар. 6 жовтня 1977) — кенійський футболіст, що грав на позиції нападника, зокрема, за клуби «Вілла» з Уганди та «Янг Афріканс» з Танзанії, а також національну збірну Кенії.

## Клубна кар'єра
У футболі дебютував виступами за команду «АФК Леопардс». 
Своєю грою за цю команду привернув увагу представників тренерського штабу угандійського клубу «Експресс», до складу якого приєднався 1999 року. Відіграв за команду з Кампали наступний сезон своєї ігрової кар'єри.
2001 року уклав контракт з клубом «Вілла», у складі якого провів наступні два роки своєї кар'єри гравця. За цей час двічі став чемпіоном Уганди.
Протягом 2003 року захищав кольори клубу «Таскер».
З 2003 року два сезони захищав кольори шведської команди «Фріска Вільйор». Більшість часу, проведеного у складі «Фріска Вільйор», був основним гравцем атакувальної ланки команди. У складі «Фріска Вільйор» був одним з головних бомбардирів команди, маючи середню результативність на рівні 0,47 голу за гру першості.
З 2006 року переїхав до В'єтнаму і один сезон відіграв за «Намдінь». 
З 2007 року два сезони грав у складі клубу «Янг Афріканс». За цей час двічи став чемпіоном Танзанії.
Протягом 2009 року захищав кольори команди «Найробі Стіма».
Завершив професійну ігрову кар'єру у клубі «Фріска Вільйор», у складі якого вже виступав раніше. Прийшов до команди 2010 року, захищав її кольори до припинення виступів на професійному рівні у тому ж році.

## Виступи за збірну
1998 року дебютував в офіційних матчах у складі національної збірної Кенії. Протягом кар'єри у національній команді провів у її формі 19 матчів, забивши 7 голів.
У складі збірної був учасником Кубка африканських націй 2004 року у Тунісі.

## Титули і досягнення
- Чемпіон Уганди (2):

«Вілла»: 2001, 2002
- Чемпіон Танзанії (2):

«Янг Афріканс»: 2008, 2009